# 1685
Cette page concerne l'année 1685  du calendrier grégorien.
L'année 1685 est une année commune qui commence un lundi.

## Événements

### Afrique
- 22-24 juin : le vice-amiral d'Estrée bombarde Tripoli de Barbarie[1].
- 30 août : traité de paix et de commerce entre le bey de Tunis et la France[2]. Les Tunisiens libèrent 200 esclaves chrétiens, s’engagent à verser une indemnité et acceptent la présence d’un consul français. Ils rendent le comptoir du cap Nègre (traité du 28 août)[3].

- Début du règne de Houessou Akaba, roi d’Abomey (fin en 1708)[4]. Le royaume de Dahomey se développe grâce à son organisation administrative et guerrière (Amazones du Dahomey) et à la traite des esclaves. Akaba soumet tous les territoires de l’Est.

- Madagascar : le fils d’Andriandahifotsy, roi Sakalave du Menabe, Andriamanetriarivo, chasse ses deux frères et s’empare du pouvoir (v.1685-1718). Un de ses frères, Andriamandisoarivo, se dirige vers le nord avec ses partisans, soumet l’Ambongo, puis les Antalaotes de Nosy Manja (baie de Mahajamba) et du Boina, et fonde le royaume Iboina avec pour capitale Tongay[5]. Il règne jusque vers 1712.

- Les princes héritiers du royaume de Fazughli se soumettent au sultanat de Sennar, ce qui signe la fin du pays.

### Amérique

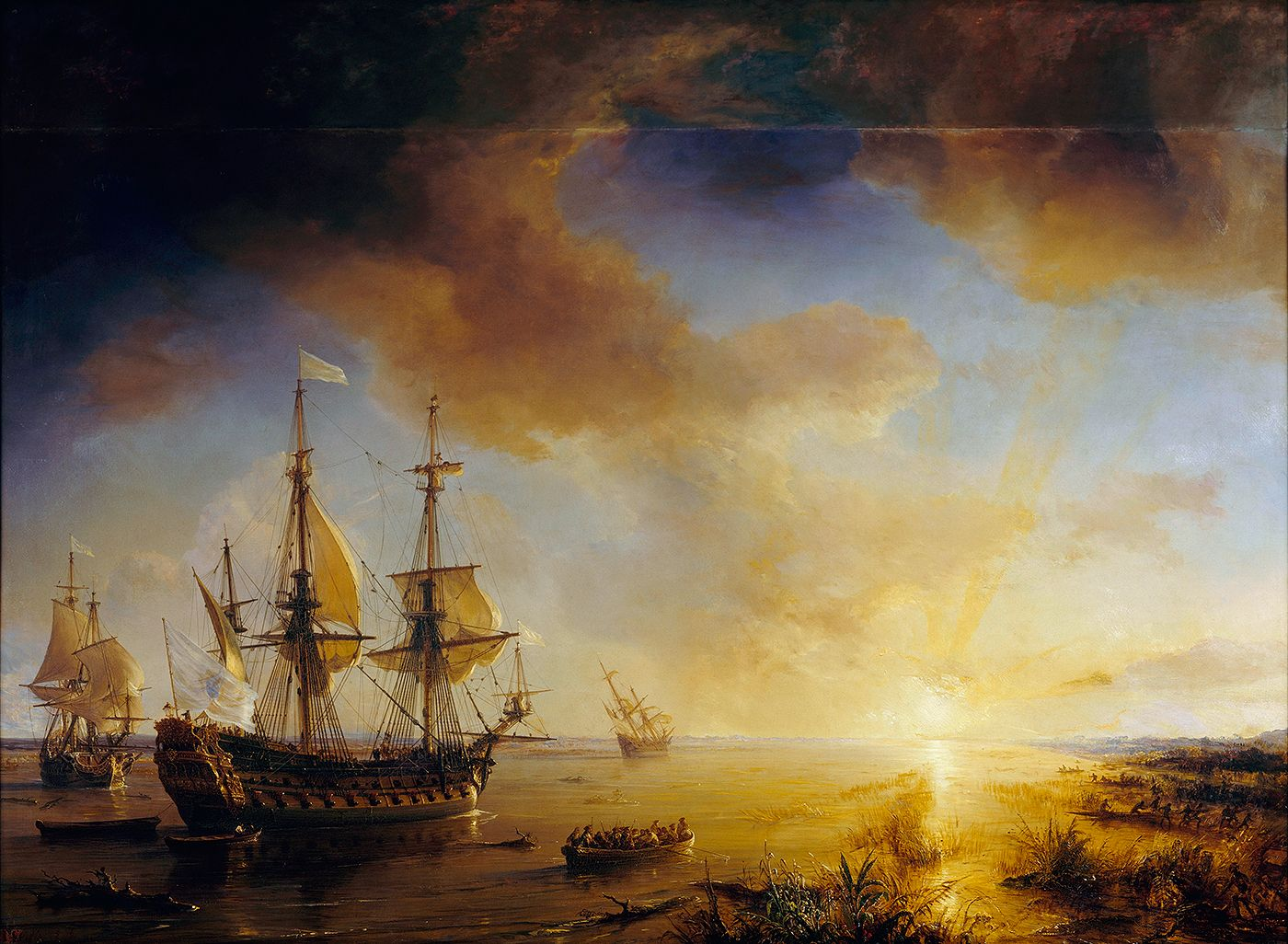
Février : l'expédition de Cavelier de La Salle atteint la baie de Matagorda. Toile de Théodore Gudin.

- 20 février : Cavelier de La Salle débarque dans la baie de Matagorda en recherchant l'embouchure du Mississippi[6]. Il fonde fort Saint-Louis sur les berges de la Garcitas Creek au Texas.
- Mars : promulgation à Versailles de l’ordonnance ou édit qui sera appelé au XVIIIe siècle code noir, concernant les Antilles françaises, qui traite de l’administration des îles et réglemente le statut des esclaves noirs[7]. Ce texte officialise l’expulsion des Juifs des îles françaises, notamment ceux établis à la Martinique[8]. Il instaure aussi une certaine discrimination envers les Protestants (interdiction de culte public et de direction des esclaves).
- 10 mars, Québec : le Conseil souverain perd son droit de faire des règlements de « police générale » en l’absence du gouverneur et de l’intendant[9].
- 8 juin : Jacques de Meulles, intendant de la Nouvelle-France, autorise la mise en circulation de la monnaie de carte[10]. Elle sera utilisée jusqu’en 1686 et entre 1689 et 1714 (jusqu’au XIXe siècle, les pièces de monnaie en usage proviennent de divers pays, au gré des échanges économiques : pièces françaises, anglaises, espagnoles, mexicaines, puis américaines. Les pièces canadiennes ne font leur apparition que dans les années 1810).
- 1er août, Québec : Jacques-René de Brisay prend ses fonctions de gouverneur de la Nouvelle-France[11].
- 6 août : entrée en vigueur (enregistrement) de l’ordonnance de mars en Martinique.
- Automne : création par Nicolas Perrot de postes commerciaux français sur les rives du Mississippi[12].
- Novembre : première épidémie de fièvre jaune au Brésil signalée à Olinda, Recife et à l’intérieur du Pernambouc[13].
- 10 décembre : entrée en vigueur (enregistrement) de l’ordonnance de mars en Guadeloupe.

- Fondation d'une synagogue à Jodensavanne, au Suriname[14].

### Asie

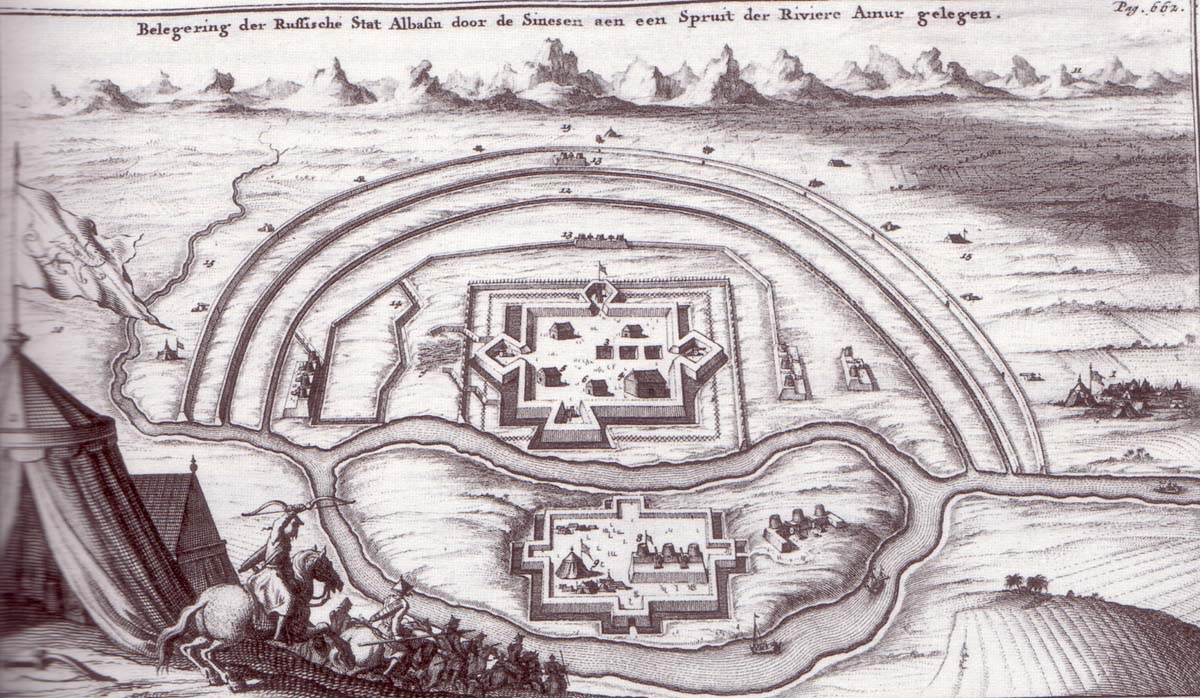
22 juin : prise d'Albazin par les Qing.

- 3 mars : départ de Brest d’une mission scientifique française envoyée par Louvois, Seignelay et l’Académie des sciences en Chine. Composée de savants jésuites, (Jean-François Gerbillon, Jean de Fontaney, Joachim Bouvet, Louis Le Comte, Guy Tachard et Claude de Visdelou). Elle arrive au Siam en septembre ; elle est reçue le 21 mars 1688 à Pékin par l'empereur Kangxi[15].
- 11 avril, Inde : début du siège de Bîjâpur (prise le 22 septembre 1686) par Aurangzeb[16].

- 22 juin : les Chinois attaquent le fort russe d’Albazin qui est incendié, puis reconstruit aussitôt par les Cosaques[17].
- 29 juillet : arrivée du China Merchant dans le port d'Amoy[18]. Les ports de Chine sont ouverts au commerce étranger. Commerce du thé et de la porcelaine entre la Chine et l'Angleterre (Amoy, puis Canton).

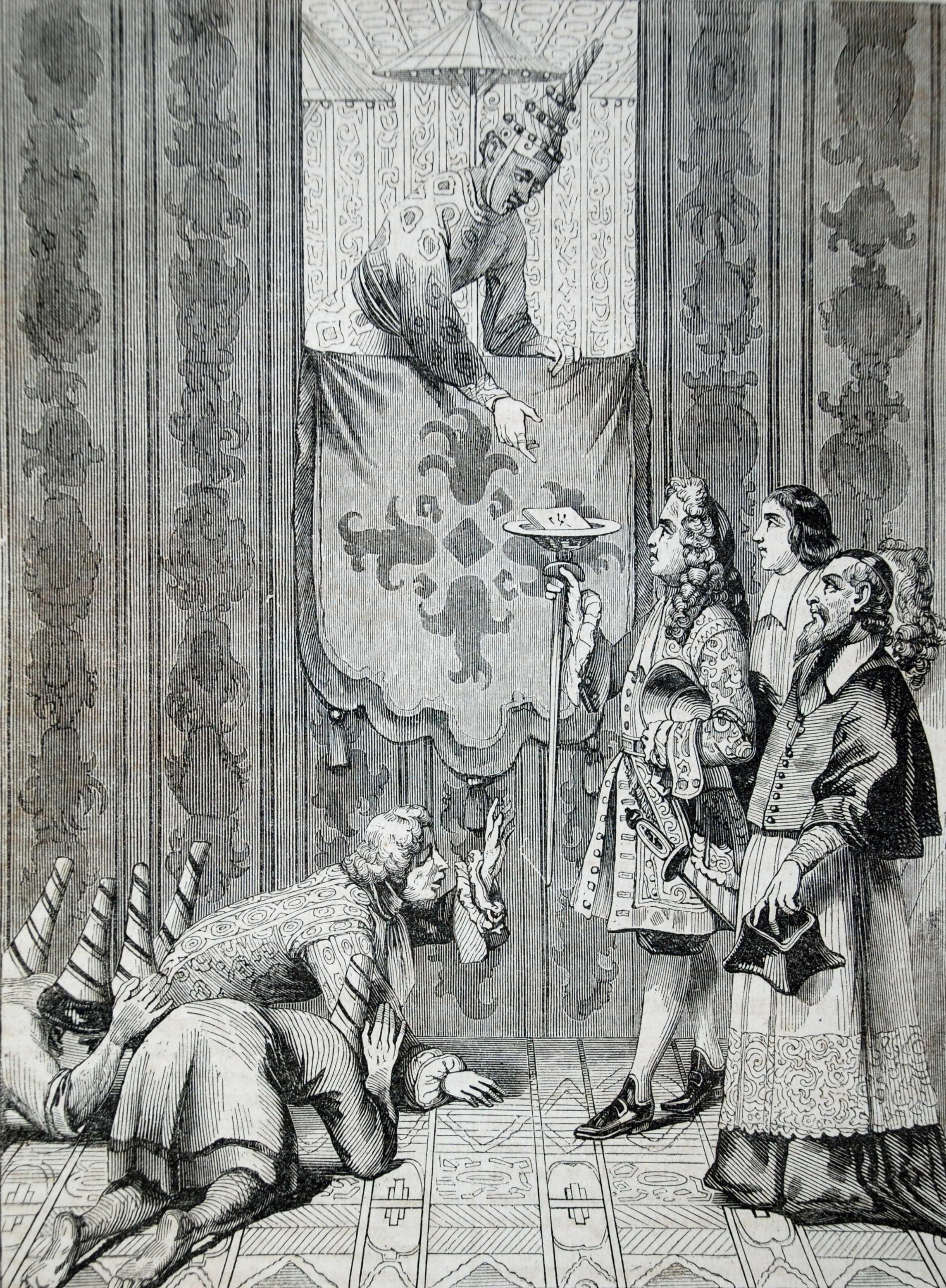
18 octobre : audience solennelle d'Alexandre de Chaumont auprès du roi du Siam Narai. Gravure publiée dans Le Magasin pittoresque, 1840.

- 22 septembre : arrivée de l'ambassade française au Siam du chevalier de Chaumont et de l’abbé de Choisy et traité de commerce franco-siamois (10 décembre)[20].

- Le khan khalkha Kaïdu doit fuir en Russie avec sa famille pour échapper à la domination mandchoue. L’empire russe, ne voulant pas de querelle avec les Mandchous, le livre à l’empereur Kangxi qui le fait exécuter avec ses enfants[21].

### Europe
- 12 février : paix de Versailles[22] entre la France et Gênes qui s’engage à congédier sa garnison espagnole.
- 16 février[23] : début du règne de Jacques II (James II), roi d’Angleterre, d’Écosse et d’Irlande (fin en 1688). Il est tenté par un retour au catholicisme.
  - Charles II d'Angleterre se convertit au catholicisme sur son lit de mort. Jacques II, duc d’York, succède à son frère Charles II. Il ne cache pas sa volonté de rétablir la religion romaine, ce qui provoque un profond mécontentement qui devient rapidement un mouvement de révolte.

- 21 mars : offensive des Vénitiens en Bosnie contre l'Empire ottoman. Pietro Valier assiège Sign mais doit se retirer après l'intervention du pacha de Bosnie (7 avril)[24].

- 23 avril : couronnement à Westminster de Jacques II d'Angleterre et de Marie de Modène[25].

- 7 mai : le pape Innocent XI limite l'exterritorialité dont bénéficient les ambassades à Rome, ce qui provoque une querelle au sujet des franchises du quartier des ambassadeurs (1687)[26].

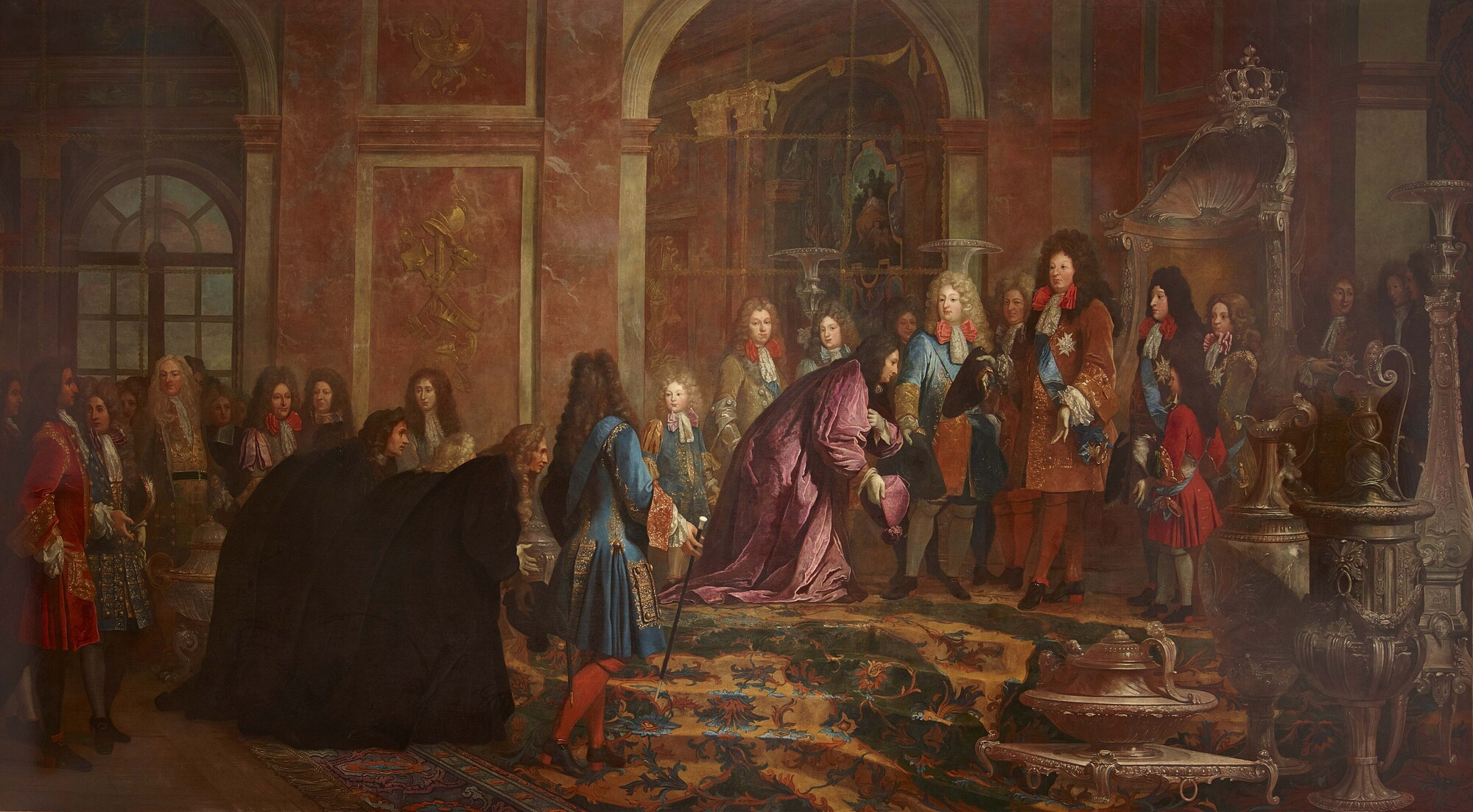
Réparation faite à Louis XIV par le doge de Gênes Francesco Maria Lercari Imperiale, 15 mai 1685, toile de Claude Guy Hallé, 1715.

- 15 mai : Louis XIV reçoit les excuses du Doge de Gênes[27].
- 16 mai : succession palatine. Mort de l’électeur palatin Charles de Simmern. Philippe-Guillaume de Neubourg, beau-père catholique de l’empereur Léopold Ier, lui succède, ce qui irrite la France, hostile aux Habsbourg[28]. Louis XIV revendique près de la moitié du Palatinat pour Liselotte, épouse de Monsieur, duc d’Orléans[29].

- 2 juin[30] : début du gouvernement du comte d'Oropesa (es) en Espagne (fin en 1691, puis 1698-1699)[31]. Les intrigues de palais empêchent son action, malgré des qualités réelles.
- 20 juin - 6 juillet : insurrections dirigées par le duc de Monmouth (fils illégitime de Charles II) en Angleterre et par le comte d'Argyll en Écosse, toutes deux vouées à l’échec[32].
- 25 juin, guerre de Morée : les Vénitiens assiègent Coron qui tombe le 11 août ; Venise recouvre temporairement la Morée[33].
- 30 juin : le comte d'Argyll, qui a débarqué en Écosse en mai, est exécuté à Édimbourg[34].

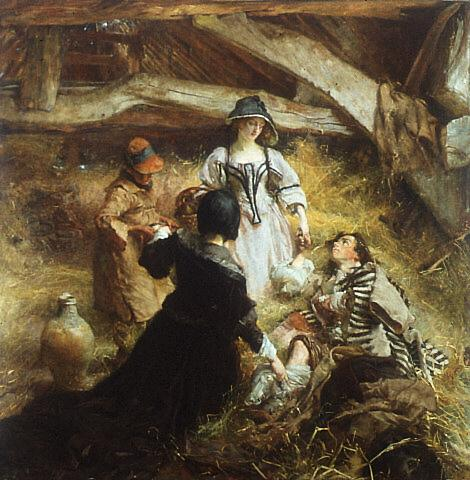
6 juillet : bataille de Sedgemoor. Toile d'Edgar Bundy montant un soldat de Monmouth blessé réfugié dans un grenier après la bataille.

- 6 juillet : la révolte de Monmouth est réprimée par le roi Jacques II d'Angleterre à la bataille de Sedgemoor[32].
- 6 juillet : le théologien espagnol Miguel de Molinos, un des principaux fondateurs du quiétisme, est arrêté à Rome. Sa doctrine est condamnée par la bulle Cœlestis Pastor du 20 novembre 1687[35].

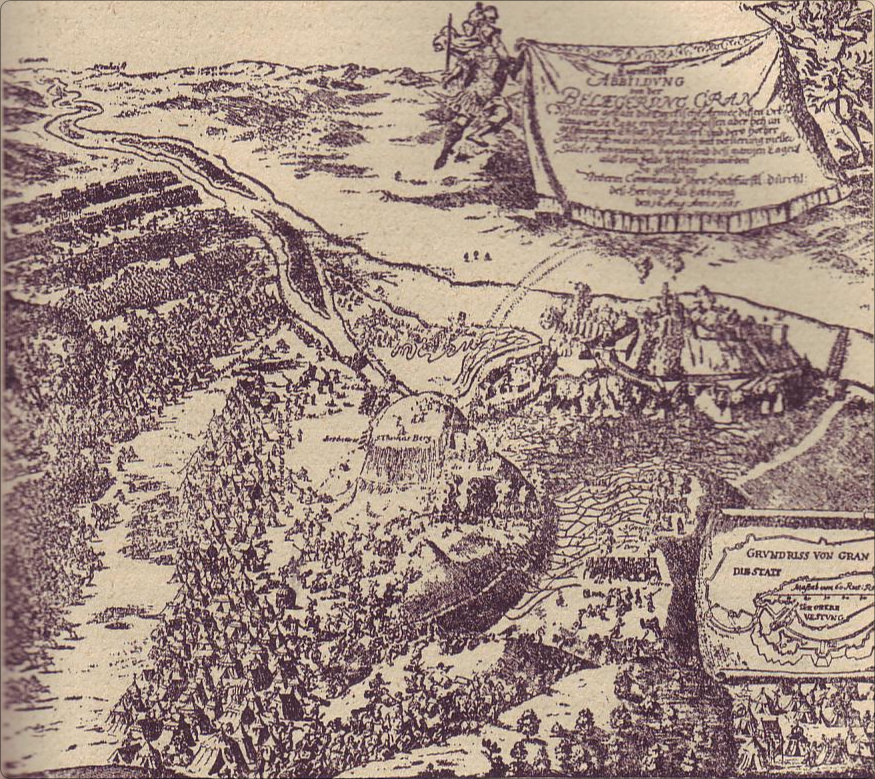
16 août : bataille de Gran (Esztergom).

- 16 août : victoire des Impériaux sur les Turcs à la bataille de Gran[36].
- 19 août : reprise d’Ersékúdjvár (Neuhaeusel) en Hongrie par les Impériaux du duc de Lorraine[36].
- 23 août : traité de la Haye entre les Provinces-Unies et Frédéric-Guillaume Ier de Brandebourg contre la politique impérialiste de Louis XIV[37].

- 18 octobre : édit de Fontainebleau qui révoque l'Édit de Nantes[38].
  - Afflux des protestants français aux Pays-Bas (40 000 à 50 000), en Angleterre (40 000), Allemagne (25 000 à 30 000), Suisse (22 000), Irlande (10 000), Danemark et Suède (2 000), Amérique (10 000) et Afrique du Sud (quelques centaines)[39].
- 8 novembre : édit de Potsdam, le Brandebourg accueille les huguenots français, qui contribuent à l’essor prussien[39].
- 20 novembre : prorogation du Parlement d'Angleterre[40]. Devant le risque de guerre civile, le Parlement vote une subvention massive permettant à Jacques II d’établir une grande armée permanente (1686). Il refuse d'abolir le Test Act.

## Naissances en 1685
- 23 février : Georg Friedrich Haendel, compositeur allemand devenu britannique († 14 avril 1759)

- 12 mars : George Berkeley, philosophe irlandais († 14 janvier 1753).
- 17 mars : Jean-Marc Nattier, peintre français († 7 novembre 1766).
- 21 mars : Jean-Sébastien Bach, musicien, notamment organiste, et compositeur allemand († 28 juillet 1750).

- 9 mai : Clemente Ruta, peintre italien († 11 novembre 1767).
- 16 mai : Sophie-Louise de Mecklembourg-Schwerin, reine en Prusse (+ 29 juillet 1735)

- 15 août : Jakob Theodor Klein, naturaliste allemand († 27 février 1759).

- 1er octobre : Charles VI d'Autriche, empereur germanique († 20 octobre 1740).
- 26 octobre : Domenico Scarlatti, compositeur et claveciniste italien († 23 juillet 1757).

- 15 novembre : Balthasar Denner, peintre allemand († 14 avril 1747).
- 16 novembre : Charles Sevin de La Penaye, peintre français († 17 mars 1740).

- 6 décembre: Marie-Adélaïde de Savoie, princesse de Savoie, dauphine de France, épouse de Louis de France, duc de Bourgogne, dauphin de France, petit-fils du roi Louis XIV († 12 février 1712).
- 8 décembre: Jean Marie Farina, parfumeur italien († 25 novembre 1766).
- 12 décembre: Lodovico Giustini, compositeur et claviériste italien († 7 février 1743).
- 24 décembre: Hendrick van Hulst, portraitiste et poète français († 5 avril 1754).

- Date précise inconnue
  - Auger Lucas, peintre français († 10 juillet 1765).
  - Louis-Antoine Dornel, compositeur français († 1765).
  - Zhang Geng, peintre chinois († 1760).

## Décès en 1685
- 2 janvier : Sir Harbottle Grimston, homme politique anglais (° 27 janvier 1603).
- 12 janvier : Jean Hélart, peintre et décorateur français (° 1618).
- 6 février[23] : Charles II, roi d'Angleterre et d'Écosse (° 29 mai 1630).
- 11 mars : 
  - Marx Augustin, ménestrel, joueur de cornemuse et poète autrichien (° 1643).
  - Antonio Lopes Suasso, marchand hollandais (° 13 avril 1614).
- 15 mars : Gabriel de Guilleragues, journaliste, diplomate et écrivain français (° 18 novembre 1628).
- 19 mars : René François Walter de Sluse, mathématicien liégeois (° 2 juillet 1622).
- 31 mars : Juan Hidalgo de Polanco, harpiste et compositeur espagnol de la période baroque (° 28 septembre 1614).
- 2 mai : Adriaen van Ostade, peintre néerlandais (° 18 décembre 1610).
- 17 mai : Claude François, franciscain récollet et peintre français (° 1614).
- 25 août : Francisco Herrera el Mozo, peintre et architecte baroque espagnol (° 1622).
- 10 septembre : Adam Colonia, peintre néerlandais (° 14 août 1634).
- 24 septembre : Gustaf Otto Stenbock, homme d'état et militaire suédois (° 7 septembre 1614).
- 3 octobre :
  - Juan Carreño de Miranda, peintre espagnol (° 25 mars 1614).
  - Johann Heinrich Roos, peintre allemand (° 29 septembre 1631).
- 30 octobre : Michel Le Tellier, marquis de Barbezieux, homme d'état français (° 19 avril 1603).
- 25 décembre : Jacques Spon, médecin et antiquaire français (° 13 janvier 1647).

- Date précise inconnue :
  - Jan Hackaert, peintre néerlandais (° 1er février 1628).
  - Yatsuhashi Kengyō, musicien et compositeur japonais (° 1614).